# Isabel Cabezas
Isabel Cabezas Regaño (Argallón, Fuente Obejuna, 15 de marzo de 1968) es una política española miembro del Partido Popular (PP). Es diputada por la Circunscripción electoral de Córdoba desde el 29 de noviembre de 2016 para la XII legislatura.

## Biografía

### Vida profesional
Isabel Cabezas Regaño es técnica auxiliar de clínica. Ha tenido una formación en la rama sanitaria y en la prevención de los riesgos. Ha ejercido durante trece años como asistente dental.

### Vida política
Ha sido concejala de Fuente Obejuna y alcaldesa de la misma ciudad hasta 2015. Ha sido diputada al Parlamento de Andalucía y vicepresidenta de la Mancomunidad del Valle del Guadiato.
El 29 de noviembre de 2016 fue elegida diputada para la Circunscripción electoral de Córdoba al Congreso de los Diputados, en sustitución de José Antonio Nieto Ballesteros, nombrado secretario de Estado. Ocupó el cargo de portavoz adjunta de la Comisión de Sanidad y Servicios Sociales.